# Сездбек Іскеналієв
Іскеналієв Сездбек (нар. 2 серпня 1980, Кизил-Дьобьо, Киргизстан) — киргизький музикант, співак і виконавець. Відомий своїм внеском у розвиток традиційної та сучасної киргизької музики. Бере участь у фестивалях і концертах, популяризуючи національні музичні традиції.

## Біографія
Народився 2 серпня 1980 року в селі Кизил-Дьобьо.
Навчався в середній школі села Кизил-Дьобьо з 1986 до 1996 року. 
1996–2000 — навчався на Киргизькому національному інструментальному відділі Киргизького державного музичного училища імені Куренгкеєва.
2000–2008 — здобував освіту на Менеджерському відділенні Киргизького державного художнього інституту імені Бейшеналієвої.
З 2000 року став частиною киргизького поп-середовища та розпочав кар'єру сольного співака. Під час навчання в музичній школі займався музичним продюсуванням і писав пісні, серед яких "Өмүр деген", "Басаар жолдо" тощо.
З 2007 року знімався у кіно:
- зіграв епізодичну роль у художньому фільмі Абдияпарова "Боз салкын" (роль Мурата);
- з'явився в короткометражному фільмі Даїрбекова "Жээк";
- виконав одну з головних ролей у містичному фільмі "Кайып булак";
- зіграв у короткометражному фільмі Шерніязова "Аян".

2008–2009 брав участь у культурних заходах у Казахстані, низці міст Росії, КНР, Дубаї (ОАЕ).
З 2009 року працював солістом у музичному ансамблі при МВС Киргизької Республіки.
За активну участь в організації заходу до 85-річчя поліції Киргизстану нагороджений відзнакою від Міністерства Киргизької Республіки.
2009 року організував звітний концерт під назвою "Сынган жүрөк" (укр. Розбите серце).
У період з 2003 по 2008 рік здобув різні місця в "Національному хіт-параді Національної телерадіокорпорації Киргизької Республіки" та був нагороджений дипломами. У 2006 році став дипломантом фестивалю “Золотий голос – 2006” Міністерства культури та інформації Киргизької Республіки, а в 2008 році був нагороджений Почесною грамотою Міністерства. Радіо “Мелодії Киргизстану”, газети “Кыргыз туусу”, “Супер Інфо” отримали різні нагороди, а в 2008 році мелодія “Эсимде” була номінована на “Найкращу мелодію” телепроектом Киргизької національної телерадіокомпанії “Ала-Тоо таңшыйт”.
У 2023 році пісня “Мына Минтип” здобула шалений успіх у TikTok, що сприяло ще більшому зростанню популярності артиста. Завдяки використанню треку користувачами платформи, його творчість отримала нову хвилю уваги, що дозволило йому залучити нову аудиторію та зміцнити свій статус у музичному світі.

## Виконувані твори

### Пісні
“Өмүр деген”  –  ("Життя – це...")
“Басаар жолдо”  –  ("На шляху до мети")
“Алча гүлү”  –  ("Квітка Алчі")
“Он сегиз жаш”  –  ("Вісімнадцять років")
“Эсимде”  –  ("У моїй пам'яті")
“Селки”
“Мына Минтип”  –  ("Ось так")

### Диски
2006 рік – CD-альбом "Я пам’ятаю"
2007 рік – CD-альбом "Я вершник"
2009 рік – DVD-альбом "Розбите серце"